# Ровинский, Лев Яковлевич
Лев Яковлевич Ровинский (1900, Умань — 1964, Москва) — советский хозяйственный, государственный и политический деятель.

## Биография
Родился в 1900 году в Умани. Член КПСС.
С 1914 года — на хозяйственной, общественной и политической работе. В 1914—1959 гг. — маляр, конторщик в Одессе, студент Московского университета, рядовой солдат, политработник Гражданской войны, заместитель заведующего газеты «Листок РКИ», журналист-международник, заместитель главного редактора «Правды», главный редактор газеты «Известия» (апрель 1941 — ноябрь 1944), заместитель главного редактора журнала «Новое время».
Делегат XVIII съезда ВКП(б).
Умер в Москве в 1964 году.